# Stenen i handen på den starke
Stenen i handen på den starke är en skrift av bland andra Fredrik Reinfeldt, utgiven 1995 av Moderata ungdomsförbundet. Boken argumenterar emot civil olydnad och annan utomparlamentarisk aktivism som anses skada samhället och dess demokrati.
Boken sattes också upp som pjäs av teatergruppen Nationalscen 2014.